# إيه بي أكتون الألمانية في بولندا
قالب:Infobox holocaust eventقالب:Infobox holocaust event
إيه بي أكتون ( (بالألمانية: Außerordentliche Befriedungsaktion)‏، (بالإنجليزية: Extraordinary Operation of Pacification)‏، كانت المرحلة الثانية من حملة النازية الألمانية للعنف خلال الحرب العالمية الثانية تهدف إلى القضاء على المثقفين والطبقات العليا للجمهورية البولندية الثانية في جميع أنحاء الأراضي المقرر ضمها في نهاية المطاف. تم ترتيب معظم عمليات القتل في شكل حالات اختفاء قسري من عدة مدن وبلدات عند وصول الألمان إليها.  في ربيع وصيف عام 1940، اعتقلت السلطات النازية أكثر من 30000 مواطن بولندي في بولندا التي تحتلها ألمانيا، ما يسمى الحكومة العامة.  حوالي 7000 منهم بما في ذلك قادة المجتمع والأساتذة والمدرسين والكهنة (الذين يُعتبر أنهم يشتبه في قيامهم بأنشطة إجرامية) تم ذبحهم سراً في أماكن مختلفة، بما في ذلك مجمع غابات بالميري بالقرب من بالميري.   تم إرسال الآخرين إلى معسكرات الاعتقال الألمانية.

## التاريخ
بدأ القتل الجماعي للقادة البولندي والسياسيين والفنانين والأرستقراطيين، و المثقفين، والأشخاص المشتبه في نشاطهم المحتمل لمكافحة النازية في خريف عام 1939،  وكان ينظر من قبل ألمانيا النازية كإجراء وقائي للحفاظ على المقاومة البولندية منتشرة ومنع البولنديين من التمرد خلال الغزو الألماني المزمع لفرنسا.  أعد إيه بي أكتون المناهض لبولندا هانز فرانك، قائد الحكومة العامة. كما نوقش مع المسؤولين السوفييت خلال سلسلة من مؤتمرات الغيستابو-المفوضية الشعبية للشؤون الداخلية.  
وقعت أعمال القتل الأولى للمثقفين البولنديين بعد فترة وجيزة من الغزو الألماني، الذي استمر من خريف 1939 حتى ربيع عام 1940. كان يطلق عليه عملية القضاء على المثقفين، ووضع خطة للقضاء على المثقفين بولندا والقيادة في الجزء الغربي من البلاد، التي حققتها وحدات القتل المتنقلة وفولكسدويتشر سيلبستشوتز. نتيجة لهذه العملية، قُتل 60.000 من الأعلام البولنديين والمدرسين ورجال الأعمال والعاملين الاجتماعيين والكهنة والقضاة والنشطاء السياسيين في 10 أعمال إقليمية.  واصلت الاستخبارات الألمانية عملية إيه بي أكتون الألمانية في الأراضي المحتلة بوسط بولندا. تم تنفيذ عمليتي القتل في جزء منه وفقًا لـ «أعداء قائمة الرايخ» التي أعدها قبل الحرب أفراد من الأقلية الألمانية في بولندا وطبعتها المخابرات الألمانية في وقت مبكر باسم كتاب الادعاء الخاص - بولندا (كتاب الادعاء الخاص - بولندا). 
قبل إيه بي أكتون، في أواخر عام 1939 ومطلع عام 1940، تم اعتقال معظم أساتذة الجامعات البولندية والمفكرين والكتاب والسياسيين والمدرسين وغيرهم من أعضاء النخبة في المجتمع البولندي لفترة وجيزة من قبل غيستابو وتم تسجيل أسمائهم. وافق فرانك أخيرًا على موافقة Ausserordentliche Befriedungsaktion في 16 مايو 1940. في الأسابيع التالية، اعتقلت الشرطة الألمانية والغيستابو و الشرطة الأمنية الألمانية ووحدات الفيرماخت ما يقرب من 30000 بولندي في المدن البولندية الكبرى، بما في ذلك وارسو، لودز، لوبلين وكراكوف. واحتُجز المعتقلون في عدد من السجون، بما في ذلك سجن بياويك الشهير، حيث تعرضوا للاستجواب الوحشي على أيدي المسؤولين النازيين. بعد الوقت الذي يقضيه في السجون وارسو وكراكوف، ردوم، كيلسي، نوفي ساكز، تارنوف، لوبلان أو فيسنيك، تم نقل البولنديين القبض على معسكرات الاعتقال الألمانية، وعلى الأخص إلى المخيم الذي تم إنشاؤه حديثا في أوشفيتز، وكذلك زاكسينهاوزن وماوتهاوزن. أُعدم ما يقرب من 3500 عضو من المثقفين البولنديين في مواقع القتل الجماعي في بالميري بالقرب من وارسو، وفيرليج، ووينسينتينوف بالقرب من ردوم، وفي غابة بليزين بالقرب من سكارسيسكو كامينا. 

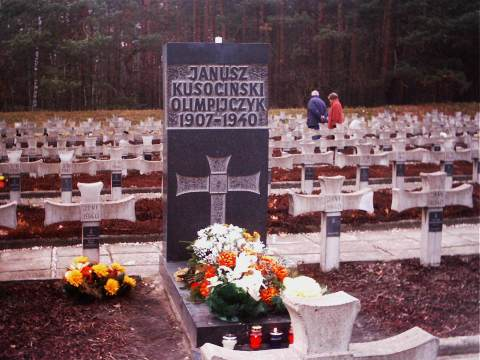
قبر يانوش كوسوسينسكي في بالميري

وكان من بين القتلى ماسيج راتاج، وستيفان برايا، وتاديوس تايسكي، ومايكيسلاو نيدجيازوفسكي ‏، وجانوس كوسوسينسكي، وستيفان كوبيتش. بدأت الإجراءات على نطاق مماثل في مناطق بولندية أخرى ضمتها ألمانيا النازية. وفقًا للعديد من المؤرخين، بمن فيهم نورمان ديفيز، تم تنسيق العمل ضد الزعماء البولنديين مع سلطات الاتحاد السوفيتي، الذي ارتكب في الوقت نفسه القتل الجماعي لـ22000 ضابط عسكري بولندي في كاتيتش وأماكن أخرى.
استمر الاضطهاد النشط للمثقفين البولنديين حتى نهاية الحرب. استمرار مباشر لعملية إيه بي أكتون اتسي كانت حملة ألمانية في الشرق بدأت بعد الغزو الألماني للاتحاد السوفيتي. من بين أبرز عمليات الإعدام الجماعي التي قام بها الأساتذة البولنديون مذبحة أساتذة Lwów، حيث قُتل ما يقرب من 45 من أساتذة الجامعة في لفيف مع أسرهم وضيوفهم. وكان من بين القتلى في المذبحة تاديوش بوي إيليسكي، رئيس الوزراء البولندي السابق كازيميرز بارتل، وفودزيميرز ستويك، وستانيساو روزيويك. لقي الآلاف حتفهم في مذبحة بوناري وفي معسكرات الاعتقال الألمانية وفي الأحياء اليهودية. 

## ما بعد
لا يمكن تقريب العدد الإجمالي للضحايا والتواريخ المحددة لعمليات إعدام أعضاء المفكرين البولنديين إلا بسبب كثرة عددهم.  بعد الحرب، حوكم العديد من الألمان المسؤولين عن تنظيم حملة «إيه بي أكتون» أمام محاكم نورمبرغ العسكرية. ومع ذلك، اختفى غالبية القادة المسؤولين أثناء الحرب وبعدها، قبل أن يُحاسبوا قانونيًا على جرائمهم. 